# Швидків Галина Романівна

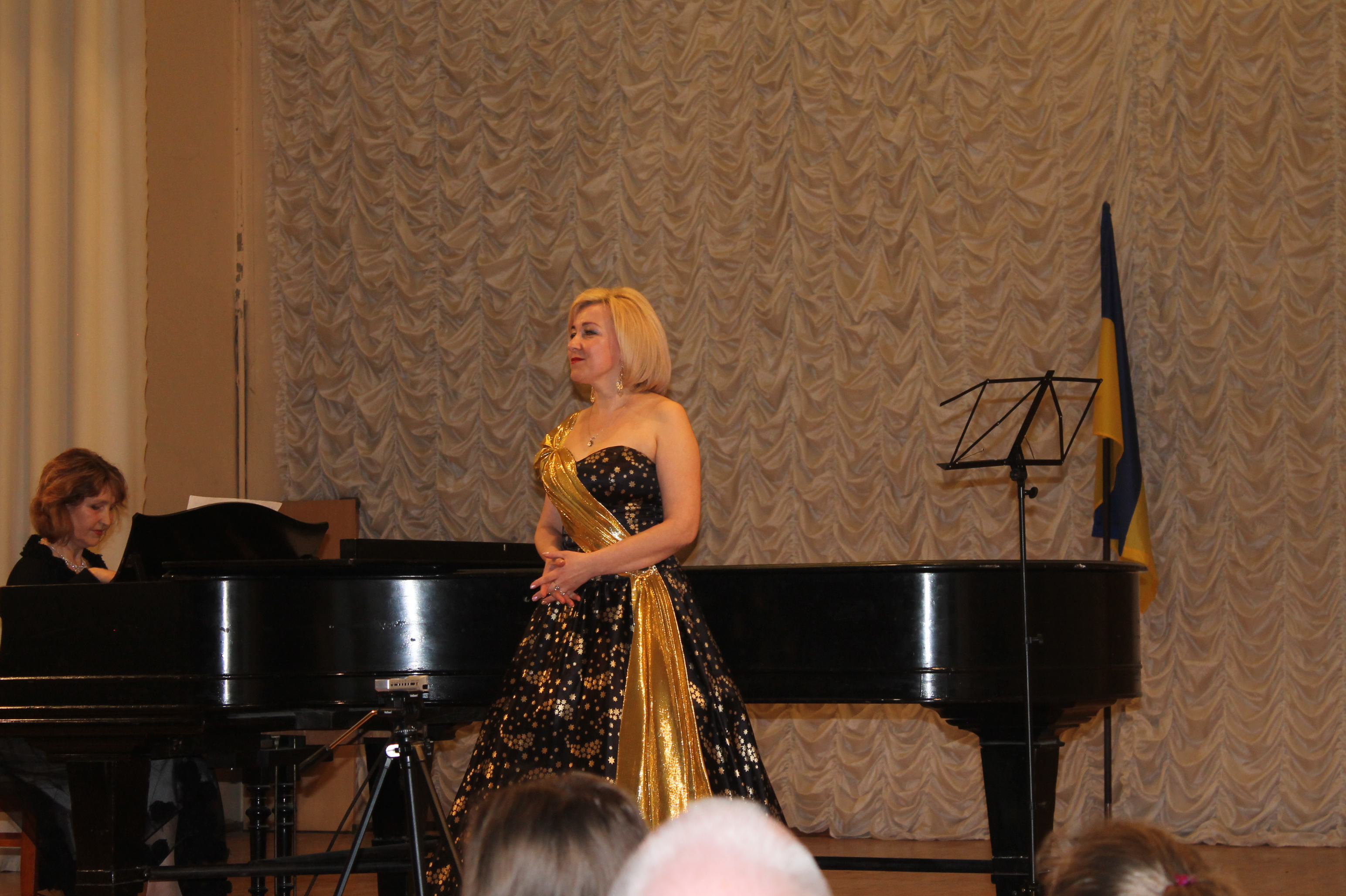
Галина Швидків

Галина Романівна Швидків (народилася 17 листопада 1970 в місті Городок Львівської області) — українська співачка (сопрано), науковець і громадський діяч, заслужений працівник культури України, доцент Рівненського державного гуманітарного університету.

## Життєпис
У 1986—1990 навчалася на теоретичному відділі Рівненського державного музичного училища.
У 1990 стала студенткою музично-педагогічного факультету Рівненського державного педагогічного інституту, який закінчила екстерном 1994 року з відзнакою. По класу вокалу займалась у доцента Н. П. Сафронової (нині професора Московського інституту сучасного мистецтва).
З 1994 — працювала старшим викладачем кафедри пісенно-хорової практики та постановки голосу музично-педагогічного факультету Рівненського державного гуманітарного університету. Наразі — доцент цієї кафедри.

## Творчість
Займається сольною виконавською діяльністю як співачка (сопрано). Гастролювала в Україні та за межами краю.
Володіє колоратурним сопрано сріблистого тембру повного діапазону.
У її репертуарі твори світової вокальної класики, серед яких Й. С. Баха, Г. Ф. Генделя, К. В. Глюка, Дж. Перголезі, В. А. Моцарта, Дж. Верді, М. Римського-Корсакова, Ф. Шуберта, К. Дебюссі, Й. Штрауса, Г. Майбороди.

## Упорядник і редактор книжки
У 2010 перевидала за власною редакцією книгу Ганни Онишкевич «Свят-вечірні та різдвяні страви», яка вийшла вперше у Львові в 1932 році.

## Громадська діяльність
- Заступник голови Рівненського обласного відділення Національної всеукраїнської музичної спілки,
- Член виконкому Аграрної партії України.

В листопаді 2017 року брала участь в роботі журі Першого всеукраїнського конкурсу вокалістів "Світова класика українською"